# Fresnes-en-Woëvre
Fresnes-en-Woëvre település Franciaországban, Meuse megyében. Lakosainak száma 668 fő (2022. január 1.). Fresnes-en-Woëvre Bonzée, Manheulles, Pintheville, Riaville, Saulx-lès-Champlon, Trésauvaux és Ville-en-Woëvre községekkel határos.

## Népesség
A település népességének változása:
| Lakosok száma | 630  | 642  | 661  | 739  | 726  | 696  | 673  | 652  | 657  | 668  |
|               | 1968 | 1982 | 1990 | 2006 | 2013 | 2015 | 2017 | 2019 | 2020 | 2022 |